# يوهان لودفيغ رونيبيرغ

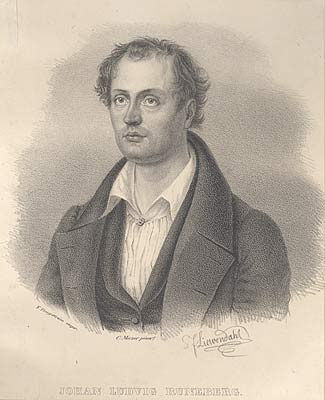
يوهان لودفيغ رونيبيرغ

يوهان لودفيغ رونيبيرغ (Johan Ludvig Runeberg؛ بييترسآري، 5 فبراير 1804 - بورفو، 6 مايو 1877) شاعر فنلندا الوطني. كتب باللغة السويدية.
درس رونيبيرغ أولاً بمدينتي وفآسا وأولو، ثم بأكاديمية توركو الإمبراطورية، حيث أن أصبح صديقاً ليوهان فيلهلم سنلمان وزاكريس توبيليوس. ركز دراساته بشكل رئيسي على اللغتين اللاتينية واليونانية الكلاسيكيتين. استقر في بورفو من سنة 1837، حيث شغل منصب أستاذ الأدب الرومي في جمنازيوم بورفو. تزوج من ابنة عم من الدرجة الثانية فردريكا رونيبيرغ ني تنغستروم، وانجبا ثمانية أبناء كما كتبت هي الأخرى الشعر والرواية.
تناولت العديد من قصائده حياة الريف الفنلندي. وأشهرها «المزارع بآفو» (Bonden Paavo) عن مـُزارع لحيازة صغيرة برعية سآريارفي الفقيرة، واجه بتصميمه («السيسو») وإيمانه غير المتزعزع بالقدرة الإلهية مناخاً قاسياً وسنوات عجاف. دمـّرت ليالي الصقيع محصوله ثلاث مرات. وفي كل مرة كان يمزج ضعف الكمية من اللحاء في خبزه لدرء الجوع وعمل بشقاء أكثر من أي وقت مضى لتجفيف الهور محولا إيـّاه إلى أرض أجف لعل ذلك يجعلها بمنأى عن الصقيع الليلي. بعد السنة الرابعة، حصل بآفو أخيراً على محصول وفير. حمدت زوجته المغتبطة رَبـّها قائلةً لبآفو بأنه سيتمتع بخبز كامل مصنوع تماماً من الحبوب، بيد أنه أشار لزوجته بأن تمزج اللحاء بالحبوب مرة أخرى، لأنه أعطى نصف محصوله للجار المحتاج الذي خسر محصوله جراء الصقيع.
أشهر أعمال رونيبيرغ هي حكايا الملازم ستول (Fänrik Ståls sägner) وقد كتبها بين عامي 1848 و 1860. وتعتبر أعظم ملحمة فنلندية بعد الكاليفالا الشعبية وتروي حكايا الحرب السويدية 1808-1809 مع روسيا. في الحرب، خسرت السويد فنلندا بطريقة مخزية، وأصبحت دوقية كبرى ضمن الإمبراطورية الروسية. تحوي القصائد تصورياً تأكيدات على الإنسانية المشتركة لجميع الأطراف في الصراع، بينما تشيد أساسا ببطولة الفنلنديين. أصبحت القصيدة الأولى «أرضنا» (بالسويدية: Vårt land؛ بالفنلندية: Maamme) هي السلام الوطني الفنلندي. يـُحتفى برونيبيرغ في 5 فبراير من كل عام.

## روابط خارجية
- يوهان لودفيغ رونيبيرغ على موقع IMDb (الإنجليزية)
- يوهان لودفيغ رونيبيرغ على موقع الموسوعة البريطانية (الإنجليزية)
- يوهان لودفيغ رونيبيرغ على موقع ميوزك برينز (الإنجليزية)
- يوهان لودفيغ رونيبيرغ على موقع قاعدة بيانات الأفلام السويدية (السويدية)
- يوهان لودفيغ رونيبيرغ على موقع قاعدة بيانات الفيلم (الإنجليزية)